# مقاطعة خرم بيد
مقاطعة خرم بيد (بالفارسية: شهرستان خرم‌بید) هي إحدى مقاطعات في محافظة فارس في إيران. مركز مقاطعة خرم بيد هو مدينة صفا شهر.

## التقسيمات الإدارية
تقسم المقاطعة إلى بلدتين الأولى هي البلدة المركزية. والثانية مشهد مرغاب.
|               | البلدة المركزية      | بلدة مشهد مرغاب |
| ------------- | -------------------- | --------------- |
| البلدة        | مثال                 | مثال            |
| المدن التابعة | صفا شهر، دهبيد، خرمي | قادر آباد       |
| القرى التابعة | قشلاق                | شهيد آباد       |